# Reiden
Reiden es una comuna suiza situada en el distrito de Willisau, en el cantón de Lucerna. Tiene una población estimada, a fines de 2021, de 7337 habitantes.
La comuna actual es el resultado de la fusión, en vigor desde el 1 de enero de 2006, de las antiguas comunas de Reiden, Langnau bei Reiden y Richenthal.